# Acicarpha obtusisepala
Acicarpha obtusisepala är en calyceraväxtart som beskrevs av E. Marchesi. Acicarpha obtusisepala ingår i släktet nålnötter, och familjen calyceraväxter. Inga underarter finns listade i Catalogue of Life.